# شاپی خرسندی
شاپی خرسندی (شاپرک خرسندی) (متولد ۸ ژوئیه ۱۹۷۳) یک کمدین ایرانی‌تبار مقیم لندن است. او دختر هادی خرسندی شاعر و طنزپرداز ایرانی است.

## زندگی‌نامه
شاپی (مخفف شاپرک) در ایران به دنیا آمد و در انگلیس بزرگ شده‌است. خانواده او زمانی که او هنوز کودک بود مجبور شدند از ایران بگریزند، زیرا پدرش هادی خرسندی طنزی دربارهٔ  انقلاب منتشر کرده بود.

## فعالیت هنری
شاپی عمدتاً برنامه‌های خود را به زبان انگلیسی اجرا می‌کند. وی در سال ۲۰۰۷ به خاطر بهترین اجرای موفقیت‌آمیز، نامزد دریافت جایزه شارولته شد که هر ساله به بهترین کمدین کشور (بریتانیا) اهدا می‌شود. شاپی خرسندی اولین زن ایرانی است که به صورت حرفه‌ای استندآپ کمدین است.
او در بسیاری از برنامه‌های رادیو چهار بی‌بی‌سی ظاهر شده‌است، که به عنوان نمونه می‌توان از You and Yours , The Now Show و The News Quiz نام برد. در ژوئیه ۲۰۰۹ او برنامه‌ای به نام Shappi Talk را در بی‌بی‌سی اجرا کرد که در آن به بررسی بزرگ شدن در خانواده‌های چندفرهنگی می‌پردازد. او همچنین ستونی در مجله آنلاین ایرانیان دات کام می‌نوشت.
همچنین، وی در سال ۲۰۱۴ به عنوان ۱۰۰ زن بی‌بی‌سی (۱۰۰ زن تأثیرگذار در دنیا از نظر بی‌بی‌سی) انتخاب شده‌است.